# 李大磊
李大磊（1910年—1988年），男，直隶（今河北）大名人，中华人民共和国军事人物，中国人民解放军少将，曾任军事科学院战争理论研究部古代兵法研究室主任，战争理论研究部顾问。